# Autopsia de John F. Kennedy
La autopsia del presidente  John Fitzgerald Kennedy fue realizada en el Hospital Naval de Bethesda en Bethesda, Maryland. La autopsia empezó sobre las 20:00 del 22 de noviembre de 1963 (en el día de su asesinato) y terminó cerca de las 0:30 horas del 23 de noviembre de 1963. La elección del hospital para la autopsia en el área de Washington D. C. fue hecha por su viuda, Jacqueline Kennedy. Ella escogió el Hospital Naval de Bethesda porque el presidente Kennedy había sido un Oficial Naval .

## Precedentes
Tras el asesinato del presidente Kennedy, el Servicio Secreto estaba preocupado por la posibilidad de un complot más amplio e instó al entonces presidente Lyndon B. Johnson a que abandonara el Hospital Memorial Parkland para ir al Aeropuerto Dallas Love y regresara a la Casa Blanca; sin embargo, Johnson se negó a hacerlo sin ninguna prueba de la muerte de Kennedy. Johnson regresó al Air Force One alrededor de las 13:30 horas y poco después recibió llamadas telefónicas de McGeorge Bundy y Walter Jenkins aconsejándole que regresara a Washington D. C. inmediatamente.  Él respondió que no se iría de Dallas sin Jacqueline Kennedy y que ella no se iría sin el cuerpo de Kennedy. Según Esquire, Johnson "no quería ser recordado como un abandonador de hermosas viudas".
El médico forense del condado de Dallas, Earl Rose, se encontraba en su oficina en el Hospital Parkland, a través del pasillo de la Sala 1 de Traumatología, cuando recibió la noticia de que el presidente Kennedy había sido declarado muerto. Cruzó el pasillo hasta la sala de traumatología ocupada por Jacqueline Kennedy y un sacerdote que había sido llamado para administrar la extrema unción al presidente. Allí, Rose fue recibido por el agente del Servicio Secreto Roy Kellerman y el médico personal de Kennedy, George Burkley, quienes le dijeron que no había tiempo para realizar una autopsia porque Jacqueline Kennedy no se iría de Dallas sin el cuerpo de su esposo, que debía ser enviado de inmediato al aeropuerto. En el momento del asesinato del presidente Kennedy, el asesinato del presidente de los Estados Unidos no estaba bajo la jurisdicción de ninguna organización federal. Rose se opuso, insistiendo en que la ley del estado de Texas requería que realizara un examen post mortem antes de que el cuerpo pudiera ser trasladado. Se produjo un acalorado intercambio mientras discutía con los ayudantes de Kennedy. El cuerpo de Kennedy fue colocado en un ataúd y, acompañado por Jacqueline Kennedy, llevado por el pasillo en una camilla. Se informó que Rose se paró en la entrada del hospital, respaldado por un policía local, en un intento de evitar que alguien retirara el ataúd. Según The Years of Lyndon Johnson: The Passage of Power , de Robert Caro, los ayudantes del presidente "habían empujado literalmente a Rose y al policía a un lado para salir del edificio". En una entrevista con el Journal of the American Medical Association, Rose declaró que él mismo se había hecho a un lado sintiendo que no era prudente aumentar la tensión.

## Certificados de defunción
El médico personal de Kennedy, el contralmirante George Gregory Burkley, firmó un certificado de defunción el 23 de noviembre y señaló que la causa de la muerte fue una herida de bala en el cráneo. Describió la herida fatal en la cabeza como algo "que se rompió de forma tal que causó una fragmentación del cráneo y la expulsión de tres partículas del cráneo en el momento del impacto, con la resultante maceración del hemisferio derecho del cerebro". También señaló que "se produjo una segunda herida en la parte posterior de la espalda, aproximadamente al nivel de la tercera vértebra torácica ". Un segundo certificado de defunción, firmado el 6 de diciembre por Theron Ward, un juez de paz en el condado de Dallas, declaró que Kennedy murió "como resultado de dos heridas de bala (1) cerca del centro del cuerpo y justo por encima del hombro derecho., y (2) 1 pulgada hacia el centro derecho de la parte posterior de la cabeza ".

## Hallazgos oficiales de la autopsia

### La herida de bala en la espalda
1. Los médicos de la autopsia de Bethesda intentaron sondear el agujero de bala en la base del cuello de Kennedy por encima de la escápula, pero fallaron porque había atravesado el músculo infrahiodeo del cuello . No realizaron una disección completa ni persistieron en el rastreo, ya que durante la autopsia desconocían de la herida de salida en la parte delantera de la garganta. Los médicos de la sala de emergencias lo habían ocultado mientras realizaban la traqueotomía .
2. En Bethesda, el reporte de autopsia del presidente (Warren Exhibit CE 387)[8] describió la herida de la espalda en forma ovalada, de 6 x 4 milímetros (0,2 x 0,2 plg), y ubicado "por encima del borde superior de la escápula" (omóplato) en una ubicación de 14 centímetros (5,5 plg) desde la punta de la apófisis acromion derecha, y 14 centímetros (5,5 plg) debajo de la apófisis mastoides derecha (la prominencia ósea detrás de la oreja).
3. La página final del informe de la autopsia de Bethesda[8] establece que "el otro proyectil [la bala en la espalda] entró en el tórax posterior superior derecho por encima de la escápula y atravesó los tejidos blandos de la zona supraescapular y supraclavicular de la base del lado derecho del cuello ".
4. El informe también dijo que había una contusión (es decir, un hematoma) del vértice (punta superior) del pulmón  derecho en la región donde se eleva por encima de la clavícula, y señaló que aunque el vértice del pulmón derecho y la membrana pleural parietal sobre él había sido dañada, no fueron penetrados. Esto indicó el paso de un proyectil cerca, pero por encima de ellos. El informe señaló que la cavidad torácica no fue penetrada.
5. Esta bala produjo contusiones tanto de la pleura parietal apical derecha como de la porción apical del lóbulo superior derecho del pulmón. La bala contorsionó los músculos de la correa del lado derecho del cuello, dañó la tráquea y salió por la superficie anterior del cuello .
6. La teoría de una sola bala del Informe de la Comisión Warren coloca una herida de bala en la sexta vértebra cervical ( C6 ) de la columna vertebral, que es consistente con 5,5 pulgadas (14,0 cm) debajo de la oreja. El Informe Warren en sí no concluye la entrada de bala en la sexta vértebra cervical, sino que esta conclusión se hizo en un informe de 1979 sobre el asesinato por parte del Comité Selecto de la Cámara sobre Asesinatos, que notó un defecto en la vértebra C6 en las radiografías de Bethesda, que los médicos de la autopsia de Bethesda no notaron. Las radiografías fueron tomadas por el comandante del Cuerpo Médico de la Marina de los EE. UU., John H. Ebersole .

Incluso sin esta información, el informe original de la autopsia de Bethesda, incluido en el informe de la Comisión Warren, concluyó que esta bala había atravesado completamente el cuello del presidente, desde un nivel sobre la parte superior de la escápula y el pulmón (y la pleura parietal sobre el parte superior del pulmón) y a través de la parte inferior de la garganta.

### La herida de bala de la cabeza

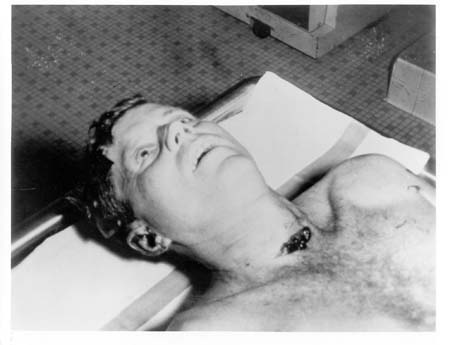
Fotografía de la cabeza y hombros del presidente Kennedy tomada durante la autopsia.

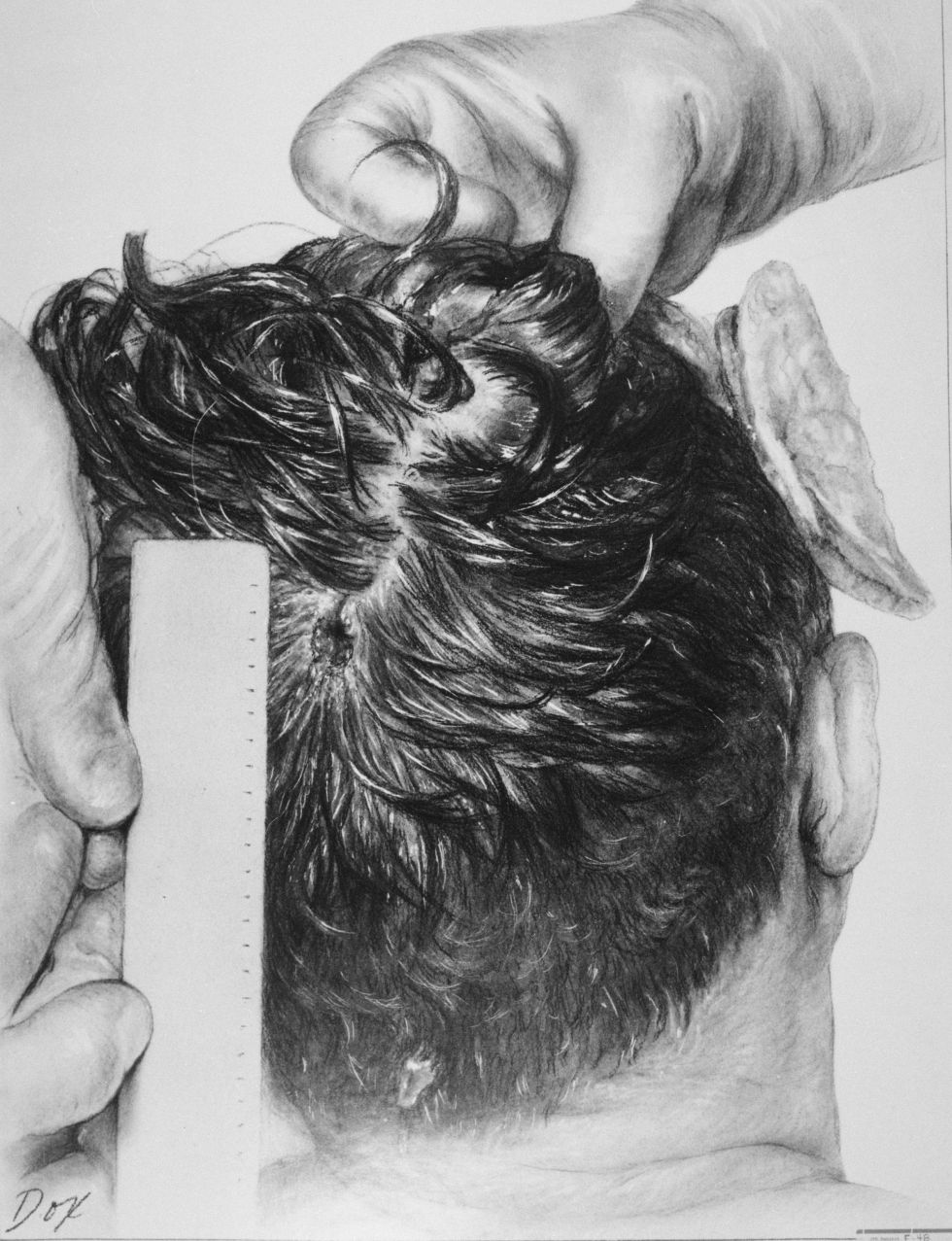
Ilustración que representa la herida posterior de la cabeza del presidente Kennedy, realizada a partir de una fotografía de la autopsia. La pequeña herida casi circular en el cuero cabelludo posterior está al final de la raya del cabello, cerca del final de la regla e inmediatamente a la derecha de la misma.

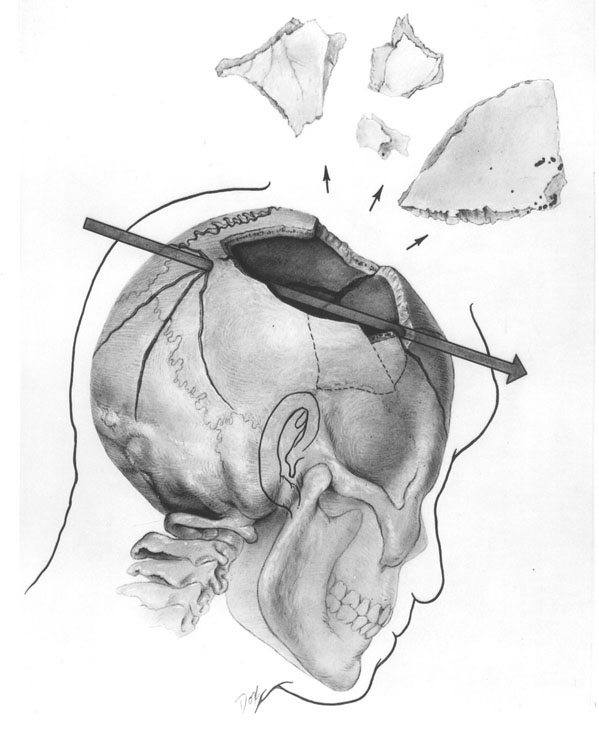
Un diagrama realizado para el Comité de la Cámara de Representantes que muestra la trayectoria de la bala a través del cráneo del presidente Kennedy. La herida trasera se corresponde con la pequeña herida de entrada de arriba. Los fragmentos de cráneo se muestran expulsados con fines ilustrativos; la mayoría permaneció unida al cráneo por colgajos de piel, que la mano enguantada tira hacia adelante en el dibujo hecho a partir de una ilustración de la autopsia.

1. La herida de bala en la nuca del presidente fue descrita por la autopsia de Bethesda como una laceración de 15 x 6 milímetros (0,6 x 0,2 plg), situado a la derecha y ligeramente por encima de la protuberancia occipital externa . En el hueso subyacente hay una herida correspondiente a través del cráneo que muestra un biselado (un ensanchamiento en forma de cono) de los márgenes del hueso visto desde el interior del cráneo.[9]
2. La herida grande y de forma irregular en el lado derecho de la cabeza (principalmente en el hueso parietal, pero que también afecta al hueso temporal y occipital) se describe como de unos 13 centímetros (5,1 plg) ancho en el diámetro más grande.[9]
3. Se recibieron tres fragmentos de hueso del cráneo como muestras separadas, que corresponden aproximadamente a las dimensiones del mayor daño . En el más grande de los fragmentos hay una porción del perímetro de una herida aproximadamente circular, presumiblemente de salida, que presenta un biselado del exterior del hueso y mide alrededor de 2,5 a 3 centímetros (1 a 1,2 plg) . Los rayos X revelaron diminutas partículas de metal en el hueso en este margen.[9]
4. Se encontraron diminutos fragmentos del proyectil mediante rayos X a lo largo de un trayecto desde la herida posterior hasta el área del daño parietal.[10]

## Investigaciones gubernamentales posteriores

### Análisis del panel Ramsey Clark
El fiscal general de los Estados Unidos, Ramsey Clark, nombró un panel de cuatro expertos médicos en 1968 para examinar fotografías y radiografías de la autopsia. El panel confirmó los hallazgos que la Comisión Warren había publicado: Al presidente le dispararon desde atrás y sólo dos balas lo alcanzaron . El resumen del panel estableció que: "El examen de la ropa, de las fotografías y de las radiografías tomadas en [la] autopsia revelan que el presidente Kennedy fue alcanzado por dos balas disparadas desde arriba y detrás de él, una de las cuales atravesó la base del cuello en el lado derecho sin golpear el hueso y el otro de los cuales entró en el cráneo por detrás y estalló su lado derecho ".

### Análisis de la Comisión Rockefeller (1975)
La Comisión Rockefeller de cinco miembros, que incluyó a tres patólogos, un radiólogo y un experto en balística de heridas, no abordó las heridas de la espalda y la garganta, y escribió en su informe que "La investigación se limitó a determinar si había alguna evidencia creíble que apuntase a la CIA en la participación del asesinato del presidente Kennedy, "y que" los testigos que [habían] presentado evidencia creían suficiente para implicar a la CIA en el asesinato del presidente Kennedy, pusieron [demasiado] énfasis en las marcas del cuerpo del presidente asociadas con la herida en la cabeza que mató al presidente ".
La Comisión examinó las películas de Zapruder, Muchmore y Nix ; el informe de la autopsia de 1963, las fotografías y radiografías de la autopsia, la ropa y el tirante de espalda del presidente Kennedy, la bala y los fragmentos de bala recuperados, el informe del Panel de Clark de 1968 y otros materiales. Los cinco miembros del panel llegaron a la conclusión unánime de que el presidente Kennedy había sido alcanzado por solo dos balas, ambas disparadas por la espalda, incluida una que golpeó la parte posterior de la cabeza. Tres de los médicos informaron que el movimiento hacia atrás y hacia la izquierda de la parte superior del cuerpo del presidente después del disparo en la cabeza fue causado por un "enderezamiento violento y rigidez de todo el cuerpo como resultado de una reacción neuromuscular similar a una convulsión por un daño importante infligido a los centros nerviosos en el cerebro."
El informe agregó que "no había evidencia para respaldar la afirmación de que el presidente Kennedy fue alcanzado por una bala disparada desde la loma cubierta de hierba o desde cualquier otra posición frente a él, el frente derecho o el lado derecho ... Ningún testigo que instó a la vista [antes de la Comisión Rockefeller] de la película de Zapruder y otras películas demostraron que el presidente Kennedy fue alcanzado por una bala disparada desde su frente derecho demostró poseer alguna cualificación profesional o especial sobre el tema ".

### Análisis del Comité Selecto de la Cámara sobre Asesinatos (1979)

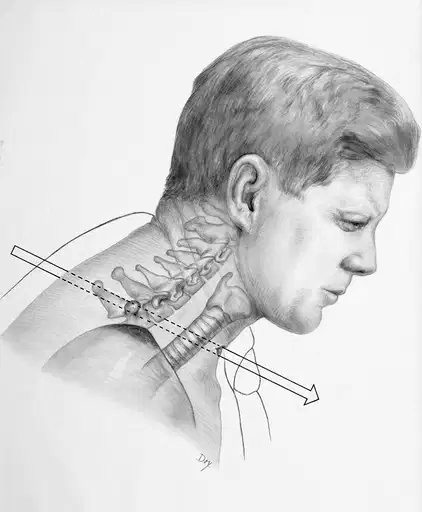
Dibujo médico en corte transversal del cuello y el pecho del presidente Kennedy, que muestra la trayectoria del proyectil desde la espalda hasta la garganta.

El Comité Selecto de la Cámara sobre  Asesinatos (HSCA) contó con un panel forense que asumió la tarea única de revisar las fotografías y radiografías originales de la autopsia y entrevistó al personal de la autopsia, en cuanto a su autenticidad. El Panel y el HSCA llegaron después a algunas conclusiones médicas basadas en esta evidencia.
La principal conclusión médico-forense de la HSCA fue que "el presidente Kennedy fue alcanzado por dos disparos de rifle desde atrás". El comité encontró evidencia acústica de un segundo tirador, pero concluyó que este tirador no contribuyó a las heridas del presidente y, por lo tanto, era irrelevante para los resultados de la autopsia.
El panel de patología forense del comité incluyó a nueve miembros, ocho de los cuales eran examinadores médicos en jefe en las principales jurisdicciones locales de los Estados Unidos. Como grupo, fueron responsables de más de 100,000 autopsias, una acumulación de experiencia que el comité consideró invaluable en la evaluación de la evidencia médica, incluidas las radiografías y fotografías de la autopsia, para determinar la causa de la muerte del presidente, así como la naturaleza y ubicaciones de sus heridas.
El comité también empleó a expertos para autenticar los materiales de la autopsia. Ni el Panel Clark ni la Comisión Rockefeller se comprometieron a determinar si las radiografías y fotografías eran, de hecho, auténticas. Teniendo en cuenta los numerosos problemas que surgieron a lo largo de los años con respecto a las radiografías y fotografías de autopsias, el comité consideró que la autenticación era un paso crucial en la investigación. La autenticación de las radiografías y fotografías de la autopsia fue realizada por el comité que ayudó a su panel de evidencia fotográfica, así como a los dentistas forenses, antropólogos forenses y radiólogos que trabajan para el comité. Se formularon dos preguntas a estos expertos:
1. ¿Podrían identificarse positivamente las fotografías y radiografías almacenadas en los Archivos Nacionales como pertenecientes al presidente Kennedy?
2. ¿Había alguna evidencia de que alguna de estas fotografías o radiografías hubiera sido alterada de alguna manera?

Para determinar si las fotografías del sujeto de la autopsia eran en realidad del presidente, los antropólogos forenses compararon las fotografías de la autopsia con fotografías ante-mortem de él. Esta comparación se realizó en base a características métricas y morfológicas. El análisis métrico se basó en varias medidas faciales tomadas de las fotografías. El análisis morfológico se abordó con la consistencia de los rasgos físicos, particularmente aquellos que pudieran considerarse distintivos, como la forma de la nariz, patrones de líneas faciales (es decir, una vez identificadas las características únicas, se compararon fotografías de autopsias anteriores y posteriores para verificar que representaron a la misma persona).
Los antropólogos estudiaron las radiografías de la autopsia junto con las radiografías premortem del presidente. En las radiografías tomadas antes y después de la muerte del presidente había un número suficiente de características anatómicas únicas para concluir que las radiografías de la autopsia eran del presidente Kennedy. Esta conclusión fue consistente con los hallazgos de un dentista forense empleado por el comité. Dado que muchas de las radiografías tomadas durante el curso de la autopsia incluían dientes de Kennedy, fue posible determinar, utilizando sus registros dentales, que las radiografías eran del presidente.
Tan pronto como el dentista forense y los antropólogos determinaron que las fotografías y radiografías de la autopsia eran del presidente, los fotógrafos y radiólogos examinaron las fotografías originales de la autopsia, los negativos, las transparencias y las radiografías en busca de signos de alteración. Concluyeron que no había evidencia de que los materiales fotográficos o radiográficos hubieran sido alterados, por lo que el comité determinó que las radiografías y fotografías de la autopsia eran una base válida para las conclusiones del panel de patología forense del comité.
Si bien el examen de las radiografías y fotografías de la autopsia se basó principalmente en su análisis, el panel de patología forense también tuvo acceso a todos los testimonios de testigos relevantes. Además, se realizaron todas las pruebas y análisis de evidencia solicitados por el panel. Fue solo después de considerar toda esta evidencia que el panel llegó a sus conclusiones.
El panel de patología concluyó que el presidente Kennedy fue alcanzado solo por dos balas, cada una de las cuales había sido disparada por la espalda. El panel también concluyó que el presidente fue alcanzado por "una bala que entró por la parte superior derecha de la espalda y salió por la parte delantera de su garganta, y una bala que entró por la parte posterior derecha de su cabeza cerca del "remolino" y salió por el lado derecho de la cabeza hacia el frente, diciendo que esta segunda bala causó una herida masiva en la cabeza del presidente al salir ". El panel concluyó que no existía evidencia médica de que el presidente hubiera sido alcanzado por una bala que ingresara por la parte frontal de la cabeza; y la posibilidad de que una bala de ese tipo lo hubiera alcanzado sin dejar ninguna prueba física era extremadamente remota.
Debido a que esta conclusión parecía ser inconsistente con el movimiento hacia atrás de la cabeza del presidente en la película de Zapruder, el comité consultó a un experto en balística de heridas para determinar qué relación (si la hubiera) existe entre la dirección desde la cual una bala golpea la cabeza y el posterior. movimiento de la cabeza. El experto concluyó que el daño a los nervios causado por una bala que entró en la cabeza del presidente podría haber provocado que los músculos de la espalda se tensasen, lo que, a su vez, podría haber forzado a su cabeza a moverse hacia atrás. ÉL demostró el fenómeno en un experimento filmado en el que se disparaba a cabras. Por lo tanto, el comité determinó que el movimiento hacia atrás de la cabeza del presidente no habría sido fundamentalmente inconsistente con una bala impactada por la espalda.
El HSCA también expresó ciertas críticas a la autopsia original de Bethesda y al manejo de las pruebas de la misma. Estos incluyeron:
1. la "ubicación de la herida de la cabeza de entrada se describió incorrectamente".
2. El informe de la autopsia estaba "incompleto", preparado sin referencia a las fotografías y era "inexacto" en varias áreas, incluida la entrada en la espalda de Kennedy.
3. Las "heridas de entrada y salida en la espalda y la parte delantera del cuello no se localizaron con referencia a puntos de referencia corporales fijos y entre sí ".

## Análisis de documentos de inventario: Junta de revisión de registros de asesinatos (1992-1998)
La Junta de Revisión de Registros de Asesinatos (ARRB) fue creada por la Ley de Colección de Registros de Asesinatos del presidente John F. Kennedy de 1992, que ordenó la recopilación y apertura de todos los registros del gobierno de los Estados Unidos relacionados con el asesinato de Kennedy. La ARRB comenzó a trabajar en 1994 y elaboró un informe final en 1998. La Junta acreditó parcialmente la preocupación del público por las conclusiones de la película JFK de Oliver Stone de 1991 por la aprobación de la legislación que desarrolló la ARRB. La Junta señaló que la película había "popularizado una versión del asesinato del presidente Kennedy que presentaba a agentes del gobierno estadounidense de la Oficina Federal de Investigaciones (FBI), la Agencia Central de Inteligencia (CIA) y los militares como conspiradores".

Según Douglas P. Horne, analista jefe de registros militares de la ARRB:
El estatuto de la Junta de Revisión era simplemente ubicar y desclasificar los registros de asesinatos y asegurarse de que se colocaran en la nueva "Colección de Registros JFK" en los Archivos Nacionales, donde estarían disponibles gratuitamente para el público. Aunque el Congreso no quería que la ARRB volviera a investigar el asesinato del presidente Kennedy, o sacar conclusiones sobre el asesinato, el personal esperaba hacer una contribución a la futura 'aclaración' de la evidencia médica en el asesinato mediante declaraciones neutrales, de investigación y no contradictorias.Todas nuestras transcripciones de la deposición, así como nuestros informes escritos de numerosas entrevistas que realizamos con testigos médicos, ahora forman parte de esa misma colección de registros abiertos al público. Debido al papel estrictamente neutral de la Junta de Revisión en este proceso, todos estos materiales se colocaron en la Colección JFK sin comentarios.
La ARRB buscó testigos adicionales en un intento de compilar un registro más completo de la autopsia de Kennedy. En julio de 1998, un informe del personal publicado por la ARRB destacó las deficiencias de la autopsia original. La ARRB escribió: "Una de las muchas tragedias del asesinato del presidente Kennedy ha sido la incompletud del registro de la autopsia y la sospecha causada por el velo de secreto que ha rodeado los registros que existen".
Un informe del personal de la Junta de Revisión de Registros de Asesinatos sostuvo que las fotografías cerebrales en los registros de Kennedy no son del cerebro de Kennedy y muestran mucho menos daño del que Kennedy sufrió. Boswell refutó estas acusaciones. La Junta también encontró que, en conflicto con las imágenes fotográficas que no mostraban tal defecto, varios testigos de la autopsia y en el Hospital Parkland vieron una gran herida en la parte posterior de la cabeza del presidente. La Junta y el miembro de esta, Jeremy Gunn, también han enfatizado los problemas con el testimonio de los testigos, pidiendo a las personas que sopesen todas las pruebas, con la debida preocupación por el error humano, en lugar de tomar declaraciones individuales como "prueba" de una teoría u otra.

## Personal presente durante la autopsia
Lista de personal presente en varios momentos durante la autopsia, con función oficial, extraída de la lista de informes de Sibert-O'Neill, la lista de HSCA y el abogado Vincent Bugliosi, autor de Reclaiming History: The Assassination of President John F. Kennedy .

### Auxiliares y personal médico
- Comandante J. Thornton Boswell, MD, MC, USN : Jefe de patología del Centro Médico Naval, Bethesda
- Comandante James J. Humes, MD, MC, USN : Director de laboratorios de la Escuela Nacional de Medicina, Centro Médico Naval, Bethesda. Patólogo jefe de autopsias para la autopsia de JFK. Autopsia realizada oficialmente.
- Teniente Coronel Pierre A. Finck, MD MC, USA . UU.: Jefe de la división de patología ambiental militar y jefe de la sección de patología balística de heridas en el Centro Médico Walter Reed.[26]

#### Otro personal médico
- John Thomas Stringer, Jr: fotógrafo médico
- Floyd Albert Riebe: fotógrafo médico
- PO Raymond Oswald, USN : fotógrafo médico de guardia
- Paul Kelly O'Connor: tecnólogo de laboratorio
- James Curtis Jenkins: técnico de laboratorio
- Edward F. Reed: técnico de rayos X
- Jerrol F. Custer: técnico de rayos X
- Jan Gail Rudnicki: asistente técnico de laboratorio del Dr. Boswell la noche de la autopsia
- PO James E. Metzler, USN : ayudante médico de 3a clase del hospital
- John H. Ebersole : Subjefe de Radiología
- Teniente comandante Gregory H. Cross, MD, MC, USN : residente en cirugía
- Teniente comandante Donald L.Kelley, MD, MC, USN : residente en cirugía
- CPO Chester H. Boyers, USN : Suboficial jefe a cargo de la división de patología, visitó la sala de autopsias durante las etapas finales para mecanografiar los recibos entregados por el FBI y el Servicio Secreto por los artículos obtenidos del presidente .
- Vicealmirante Edward C. Kenney, MD, MC, USN: Cirujano general de la Marina de los EE. UU.
- Dr. George Bakeman, USN
- Contralmirante George Burkley, MD, MC, USN : el médico personal del presidente
- Capitán James M. Young, MD, MC, USN : el médico tratante de la Casa Blanca
- Robert Frederick Karnei, MD: patólogo del Hospital Naval de Bethesda
- Capitán David P. Osborne, MD, MC, USN : Jefe de cirugía en el Hospital Naval de Bethesda
- Capitán Robert O.Canadá, MD, USN : Comandante del Hospital Naval de Bethesda

### Personal no médico de las fuerzas del orden / seguridad
- John J. O'Leary: agente del servicio secreto
- William Greer : agente del servicio secreto
- Roy Kellerman : agente del servicio secreto
- Francis X. O'Neill: agente especial del FBI
- James "Jim" Sibert: agente especial del FBI, ayudando a Francis O'Neill[27]

### Personal militar adicional
- General de brigada Godfrey McHugh, USAF : asistente militar estadounidense del presidente en el viaje a Dallas
- Contralmirante Calvin B. Galloway, USN : Oficial al mando del Centro Médico Naval de Bethesda
- Capitán John H. Stover, Jr., USN : Comandante en jefe de la Escuela de Medicina Naval de EE. UU., Bethesda
- General de división Philip C. Wehle, USA : El oficial al mando del Distrito Militar de Estados Unidos de Washington D. C., entró para hacer los arreglos para el funeral de estado y la ceremonia de cuerpo presente en el capitolio.
- 2.º Teniente Richard A. Lipsey, USA : Asistente Jr. del General Wehle[28]
- 1er Teniente Samuel A. Bird, USA : Jefe de la Vieja Guardia .
- Senior CPO, Alexander Wadas: Jefe de turno

### Otros
Después de la conclusión de la autopsia, el siguiente personal de la Casa Funeral Gawler en Washington D. C. ingresó a la sala de autopsias para preparar el cuerpo del presidente para su visualización y entierro, lo que requirió de 3 a 4 horas:
- John VanHoesen
- Edwin Stroble
- Thomas E. Robinson
- Joe Hagen